# Cryptomeigenia
Cryptomeigenia es un género de dípteros de la familia Blondeliini, categorizado en la tribu Blondeliini. Fue descrito por Friedrich Moritz Brauer y Julius von Bergenstamm en 1891.

## Especies
- Cryptomeigenia aurifacies Walton, 1912[2]
- Cryptomeigenia brimleyi Reinhard, 1947[3]
- Cryptomeigenia crassipalpis Reinhard, 1947[3]
- Cryptomeigenia demylus (Walker, 1849)[4]
- Cryptomeigenia dubia Curran, 1926[5]
- Cryptomeigenia elegans (Wulp, 1890)[6]
- Cryptomeigenia flavibasis Curran, 1927
- Cryptomeigenia hinei (Coquillett, 1902)
- Cryptomeigenia illinoiensis (Townsend, 1892)[7]
- Cryptomeigenia longipes (Thompson, 1968)
- Cryptomeigenia meridionalis (Townsend, 1912)[8]
- Cryptomeigenia muscoides Curran, 1926[5]
- Cryptomeigenia nigripes Curran, 1926[5]
- Cryptomeigenia nigripilosa Curran, 1926[5]
- Cryptomeigenia ochreigaster Curran, 1926[5]
- Cryptomeigenia setifacies Brauer & von Berganstamm, 1891
- Cryptomeigenia simplex Curran, 1926[5]
- Cryptomeigenia theutis (Walker, 1849)[4]
- Cryptomeigenia triangularis Curran, 1926[5]